# (8030) Williamknight
(8030) Williamknight est un astéroïde de la ceinture principale.

## Description
(8030) Williamknight est un astéroïde de la ceinture principale. Il fut découvert le 29 septembre 1991 à Siding Spring par Robert H. McNaught. Il présente une orbite caractérisée par un demi-grand axe de 3,23 UA, une excentricité de 0,07 et une inclinaison de 7,2° par rapport à l'écliptique.

## Compléments